# Блюев
Блюев (бел. Блюеў) — посёлок в Рогачёвском районе Гомельской области Беларуси. В составе Журавичского сельсовета. 

## География

### Расположение
В 44 км на северо-восток от районного центра и железнодорожной станции Рогачёв (на линии Могилёв — Жлобин), 105 км от Гомеля.

## Транспортная сеть
Транспортные связи по просёлочной, затем автомобильной дороге Довск — Славгород). Планировка состоит из прямолинейной улицы, ориентированной с юго-запада на северо-восток и застроенной двусторонне деревянными усадьбами.

## История
Основан в начале XX века переселенцами из соседних деревень. Наиболее активная застройка велась в 1920-х годах. В 1931 году жители вступили в колхоз. Во время Великой Отечественной войны в 1943 году каратели сожгли 8 дворов. 34 жителя погибли на фронте.
29 июня 1957 года населённые пункты Драгунск, Михаловка, Блюев и Прилеповка — из состава Великозимницкого сельского Совета Быховского района Могилёвской области перечислены в состав Журавичского сельского Совета Рогачёвского района Гомельской области.
Согласно переписи 1959 года в составе колхоза «12 лет Октября» (центр — деревня Журавичи). 
В 1977 году в посёлок переселились жители соседнего посёлка Михаловка.

## Население

### Численность
- 1999 год — 17 хозяйств, 30 жителей.

### Динамика
- 1940 год — 45 дворов, 176 жителей.
- 1959 год — 199 жителей (согласно переписи).
- 1999 год — 17 хозяйств, 30 жителей.